# Közönséges boglárka
A közönséges boglárka (Polyommatus icarus) a rovarok (Insecta) osztályába, a lepkék (Lepidoptera) rendjébe és a boglárkalepkék (Lycaenidae) családjába tartozó faj.

## Előfordulása
Európában, Ázsiában és Afrika egyes északi területein él.

## Megjelenése
A hímek kékeslilák, szárnyukat sötét szalag és fehér szárnyrojt keretezi. A nőstények sötétbarnák (gyakran kék behintéssel), pirosassárga szegélyfolttal és szürke szárnyrojttal. A fonák mindkét nemnél szürkésbarna, a hátulsó szárnypáron a pirosassárga szegélyfoltok előtt fehér mintázat látszik. A szárnyfesztávolsága legfeljebb 35 milliméter.

## Képek

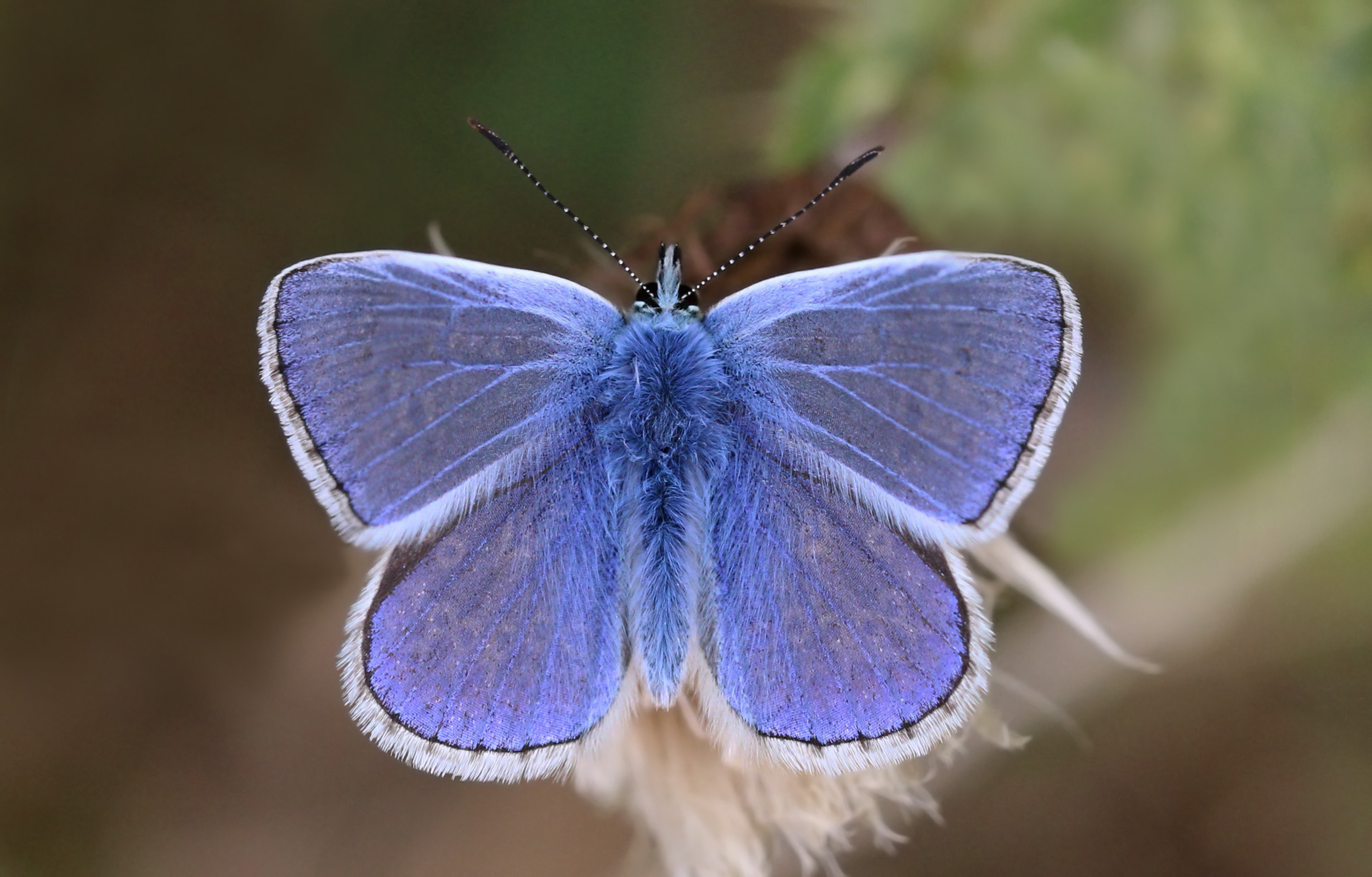
A hím
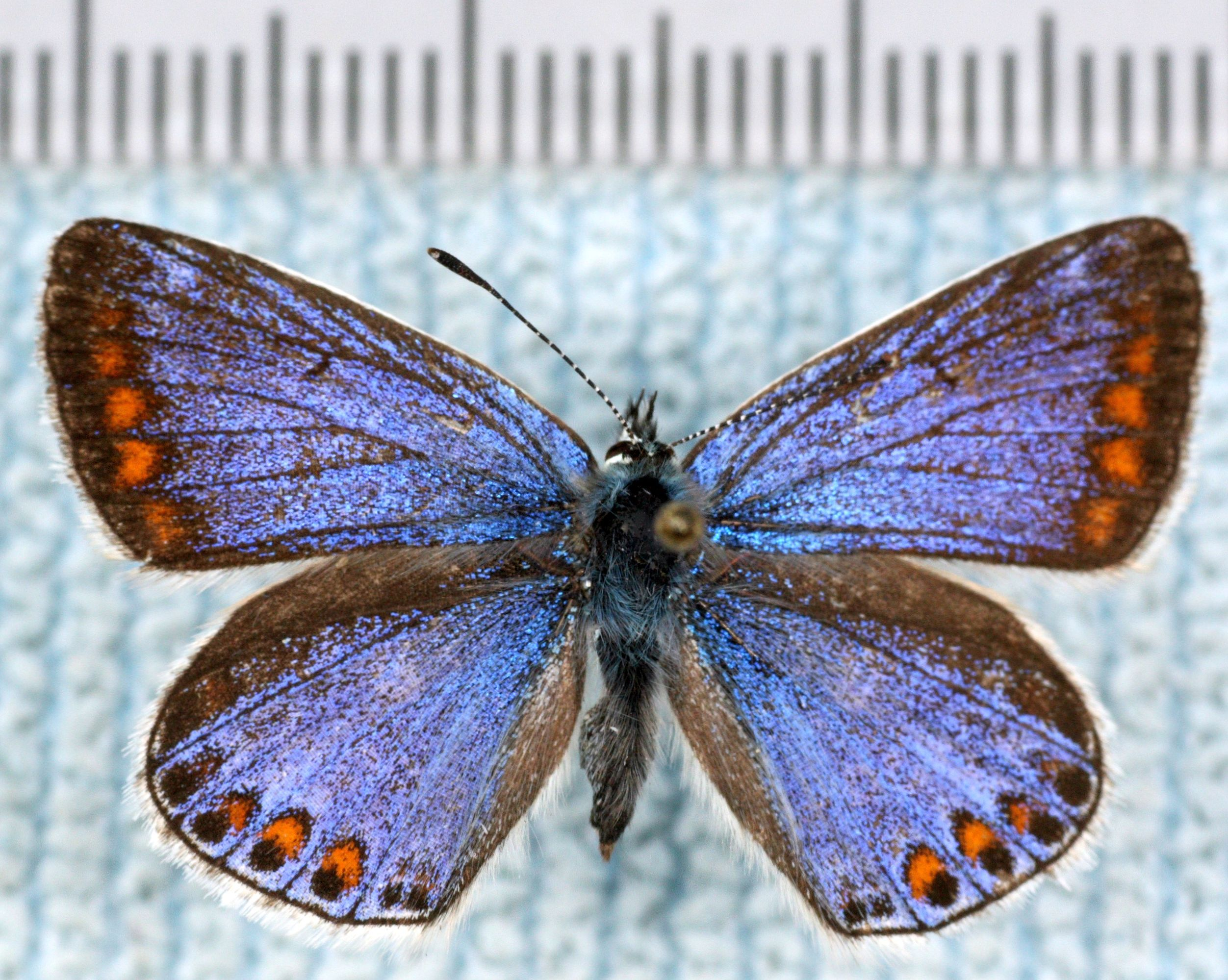
és egy nőstény
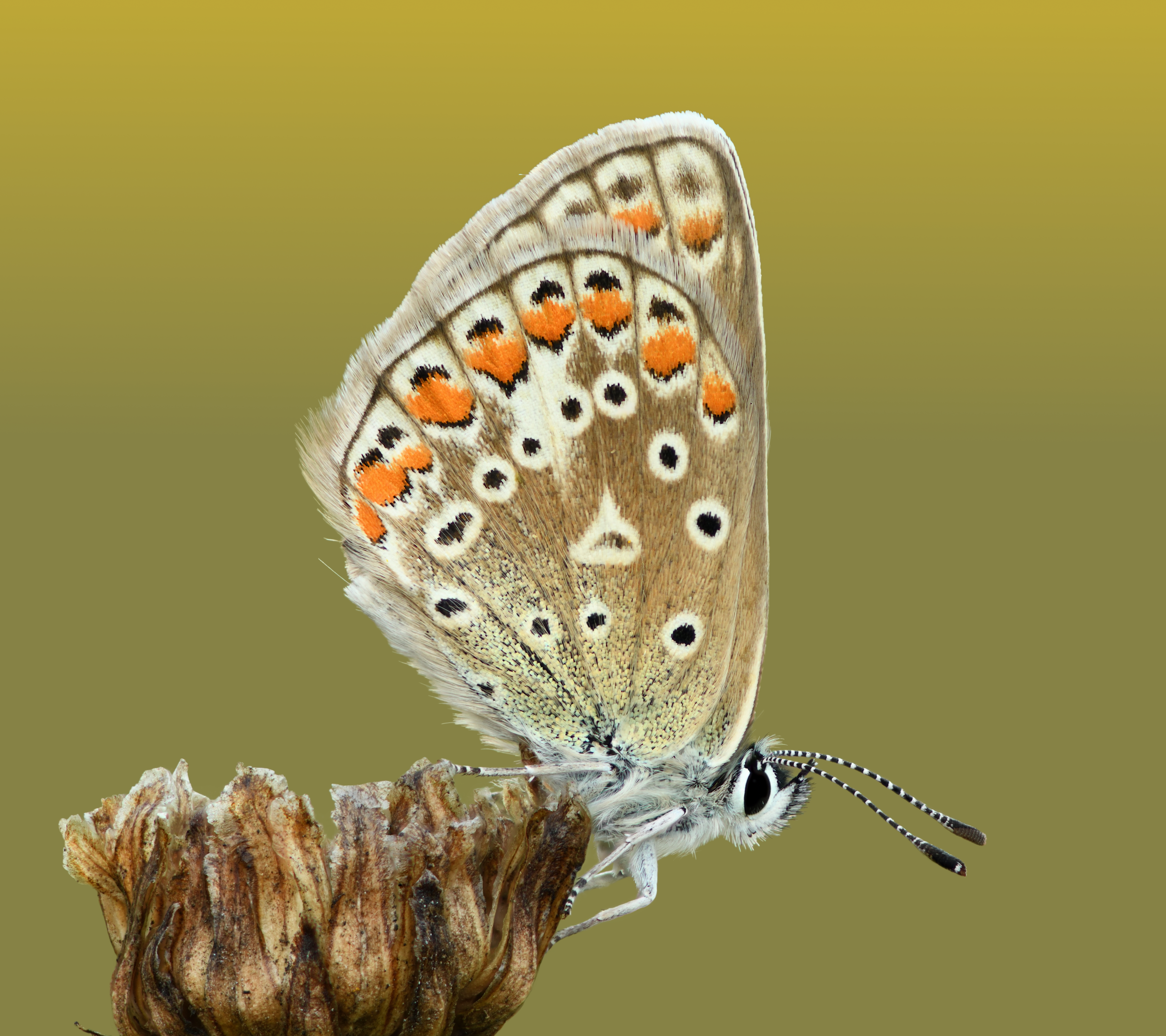
♀
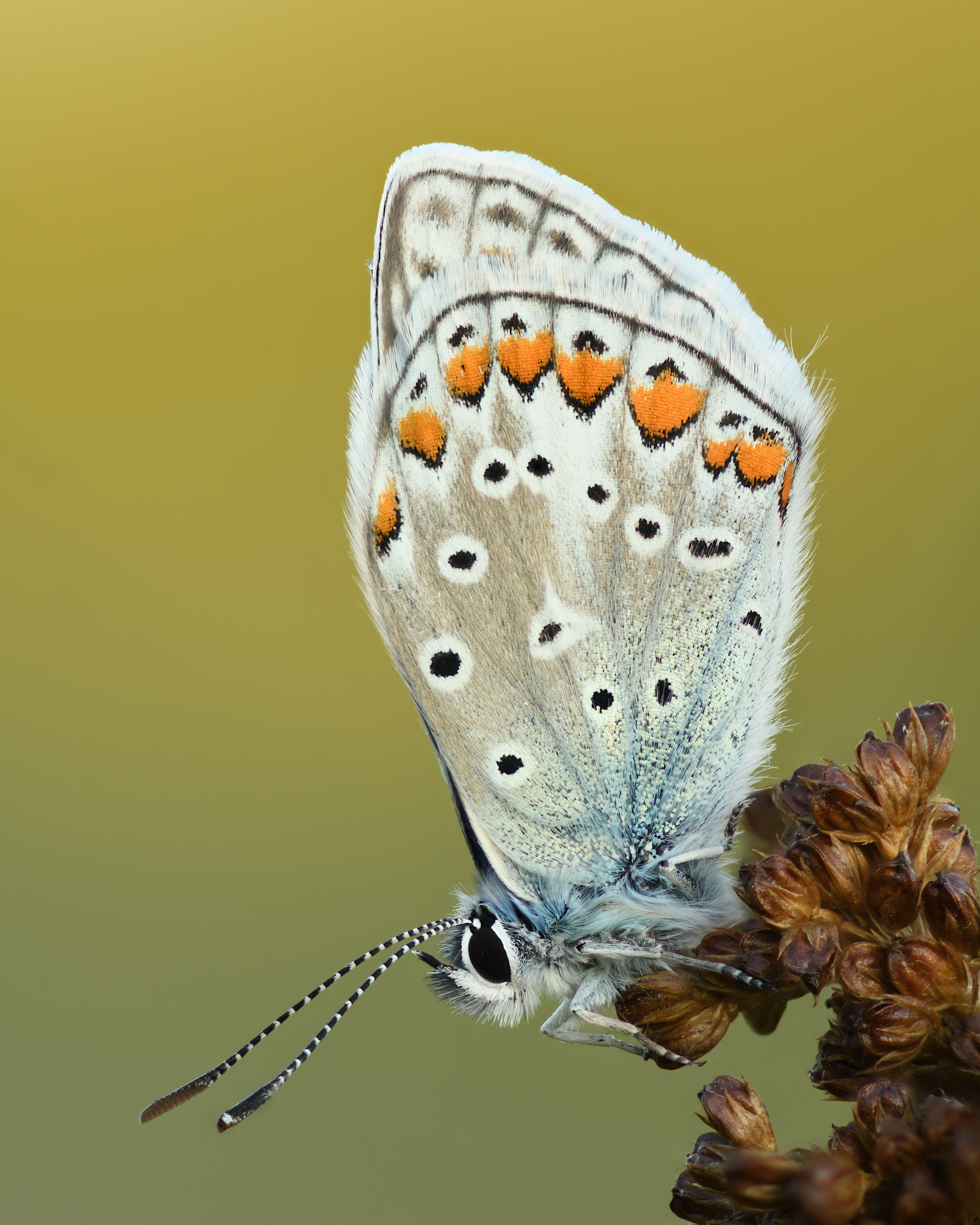
♂

## Életmódja
Május és október között 3 nemzedéke repül. A lepkék a virágokat látogatják, de gyakran leereszkednek az utak nedves részeire is. A kifejlett lepke 3 hétig él.

### Szaporodása
Pillangósokra petéznek. Zömök, zöld hernyóinak hátán sötétzöld, oldalaikon fehéres vonalkák vannak. Az első generáció 6 hónapig, a második, illetve a harmadik 6-6 hétig él hernyóként. A bábállapot 2 hétig tart.
A földön képződött olajzöld/barna színű báb mézharmatnak nevezett anyagot termel, amelyet a Myrmica, Lasius, Formica, Plagiolepiss nemzetségekhez tartozó hangyák fogyasztanak és a bábot a fészkükbe viszik. A báb a királynőéhez hasonló hangot ad ki, így nem bántják a hangyák. A báb a lepkék közt egyedülálló módon ragadozó életmódra is áttérhet és fogyasztja a hangyák petéit.